# Kommunalsteuer (Österreich)
Die Kommunalsteuer ist eine Steuer, die der Arbeitgeber an die Gemeinde abzuführen hat.
Bemessungsgrundlage der Kommunalsteuer ist der Bruttolohn der Arbeitnehmer. Auf diesen hat der Arbeitgeber 3 % als Kommunalsteuer zu zahlen. Diese ist sowohl bei der Bemessung der Einkommensteuer als auch der Körperschaftsteuer eine abzugsfähige Betriebsausgabe.